# German Lavrov
German Lavrov (russisk: Герман Николаевич Лавро́в) (født 8. september 1929 i Karosj i Sovjetunionen, død 1995) var en sovjetisk filminstruktør.

## Filmografi
- Pozovi menja v dal svetluju (Позови меня в даль светлую, 1977)[1][2]